# Pucciandone Martelli
Pucciandone Martelli (Pisa, ... – ...; fl. XIII secolo) è stato un poeta italiano, esponente della poesia cortese toscana del XIII secolo, e come scrisse Giovanni Mario Crescimbeni, contemporaneo del poeta Guittone d'Arezzo.

## Biografia
(Pucciandone Martelli, "Madonna, vo' isguardando senti' amore")
Fiorì a Pisa intorno al 1250 e di lui parlò Gian Giorgio Trissino nella Poetica, e Francesco Redi nelle Annotazioni del suo Ditirambo.

## Canzoni poetiche
- Signor sensa pietansa, udit' ho dire
- Lo fermo intendimento, ched eo aggio
- Tuttora aggio di voi rimembranza
- Madonna, vo' isguardando senti' amore
- Similemente, - gente - criatura